# Улица Станиславского (Киев)
У́лица Богдана Ступки (укр. ву́лиця Богдана Ступки) — улица в Печерском районе города Киева, местность Липки. Пролегает от улицы Заньковецкой до площади Ивана Франко.

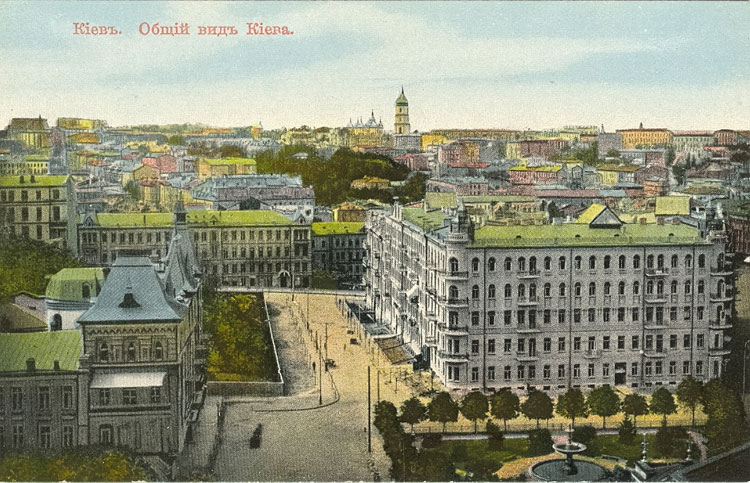
Улица Новая 1910-е годы

## История
Улица возникла в конце 1890-х годов под названием Новая, во время застройки территории бывшей усадьбы Фридриха Меринга, профессора частной терапии Киевского Императорского университета святого Владимира.  В 1938 году улица получила название в честь режиссёра и педагога К. С. Станиславского — с 1938 года. ( название подтверждено 1944 года).
Современное название в честь известного украинского актера театра и кино, режиссера-постановщика Богдана Ступки - с сентября 2024 года.

## Застройка
К улице относятся лишь два дома — № 2 и № 3. Архитектурную ценность представляет дом № 3, возведённый в 1909 году. Дом № 2 является частью жилого комплекса — так называемого «2-го Дома врача», сооружённого архитектором П. Алёшиным в 1935—1939 годах.

## Защита исторического наследия
Дом № 3 по улице Станиславского, построенный в 1909 году, вернулся в реестр объектов исторического наследия благодаря усилиям дочери известного кинематографиста Алексея Ярмольского Элеоноры.
"Дом стал жертвой обкатанной схемы выведения исторических зданий из под защиты государства. Благодаря ее усилиям были фактически сорваны планы одной проектно строительной банды по "реконструкции" дома с использованием "документации" по несуществующему адресу улица Городецкого 12/2/3" - отметили в "Национальном антикоррупционном союзе".
В итоге Печерское управление ГУ Нацполиции в Киеве открыло и начало расследовать уголовное дело, а департамент культуры Киевской городской администрации поддержал инициативу Элеоноры Алексеевны, которая самостоятельно профинансировала изготовление и организовала установку на фасаде дома новой охранной таблички.

## Мемориальные доски
- дом № 2 — в честь академика Л. И. Медведя (1905—1982), который проживал в этом доме с 1948 по 1982 год.
- дом № 3 — в честь композитора А. Д. Филиппенко, который проживал в этом доме в 1977—1983 годах. Установлена в 1988 году, скульптор Алексеенко, архитектор Г. Кислый.
- дом № 3 — в честь певца Д. М. Гнатюка. Установлена в 2020 году.

## Примечательные личности, которые проживали или работали на улице Богдана Ступки
В доме № 3 с 1916 по 1932 год проживал организатор кинопроизводства Алексей Ярмольский..

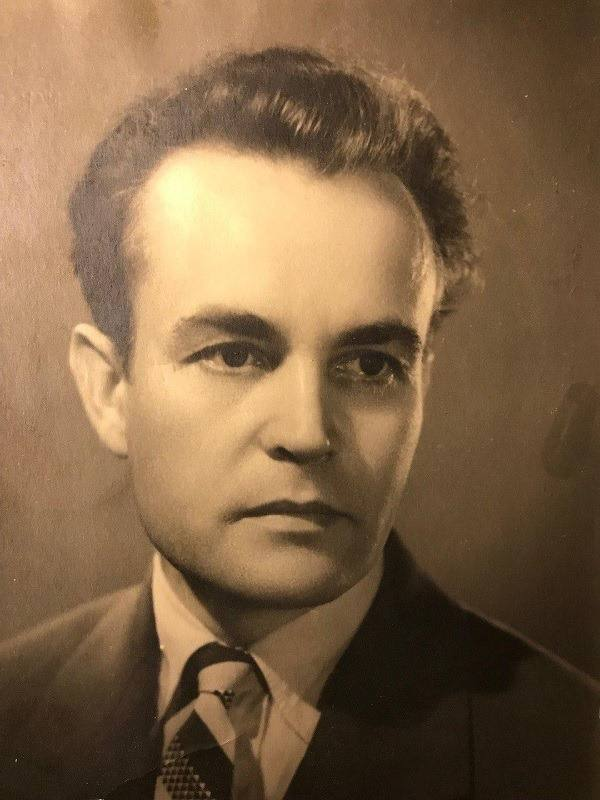
Директор картин Киевской киностудии им. Довженко Алексей Ярмольский

 С инициативой установить мемориальную доску Ярмольскому в 2021 году выступил Фонд Богдана Ступки.